# Andrea Bernasconi

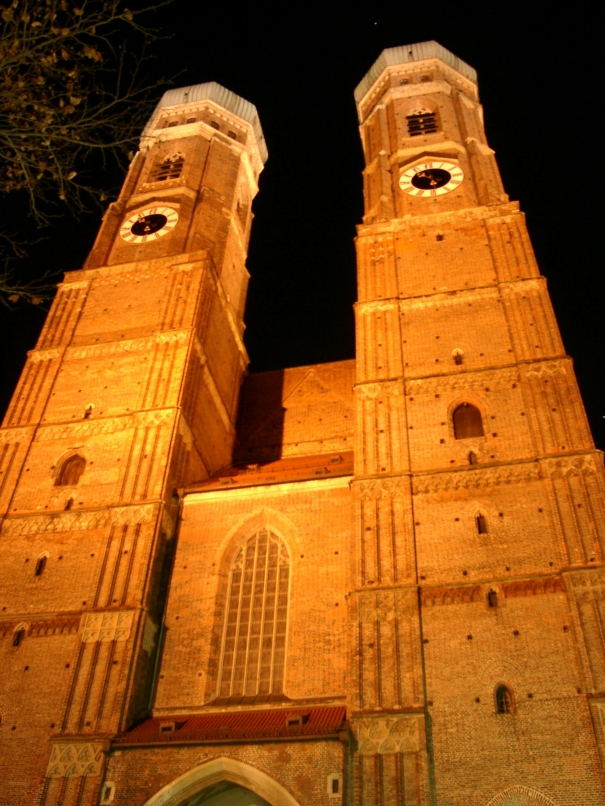
Múnich, Catedral de Nuestra Señora.

Andrea Bernasconi (¿Marsella?, 1706-Múnich, 24 de enero de 1784) fue un compositor italiano que desarrolló su obra a mediados del siglo XVIII, perteneciendo por lo tanto al periodo del barroco tardío de la historia de la música.

## Biografía
Posiblemente nació en Marsella en 1706. 

Su padre, de origen italiano y oficial de la marina francesa, al abandonar el servicio activo se estableció en Parma, donde Andrea recibió su primera formación musical. 
Ente 1744 y 1756 fue maestro de capilla en el Ospedale della Pietà de Venecia, y en 1747 contrajo matrimonio en Parma con Maria Josepha Wagele (1722-1762), que ya tenía una hija de un matrimonio anterior: Antonia. Bernasconi impartió clases de música a su hijastra y la impulsó a iniciar una carrera en el mundo de la lírica, donde llegaría a ser una famosa soprano.
El 1 de agosto de 1753, en Múnich, fue nombrado Vice-Kapellmeister de la corte del Príncipe Elector de Baviera Maximiliano III. Cuando el 7 de septiembre de 1755 murió el Kapellmeister titular, Giovanni Porta, Bernasconi se hizo cargo de la capilla palatina, puesto que ocuparía hasta su muerte en 1784.

## Óperas
- Anexo: Óperas de Andrea Bernasconi